# Betsakotsako Andranotsara
Betsakotsako Andranotsara est une commune du nord de Madagascar, appartenant au district d'Andapa, appartenant à la région de Sava, dans la province de Diego-Suarez.

## Économie
Commune agricole, avec 98,5 % de la pop. travaille dans ce secteur, les cultures sont principalement le riz, la vanille et le café.

## Démographie
La population est estimée à environ 6 314 habitants en 2001.